# استان پلوپونز
پِلوپونِز (به یونانی: Πελοπόννησος) یکی از استان‌های جنوبی یونان است.

## جغرافیا
این استان بخشی است از شبه جزیره پلوپونز.

### شهرستان‌ها
استان پلوپونز به ۵ شهرستان (یونانی: νομοί، تلفظ: نوموئی) تقسیم شده‌است:
- آرکادیا
- آرگولیس
- کورینتیا
- لاکونیا
- مسینیا

### شهرهای اصلی
- آرگوس (Άργος)
- کالاماتا (Καλαμάτα)
- کورینتوس (Κόρινθος)
- تریپولی (Τρίπολη)